# La Dorée
Pour les articles homonymes, voir Doré et Dorée.
La Dorée est une commune française, située dans le département de la Mayenne en région Pays de la Loire, peuplée de 288 habitants.
La commune fait partie de la province historique du Maine, et se situe dans le Bas-Maine.

## Géographie

### Climat
Pour des articles plus généraux, voir Climat des Pays de la Loire et Climat de la Mayenne.
En 2010, le climat de la commune est de type climat océanique franc, selon une étude du CNRS s'appuyant sur une série de données couvrant la période 1971-2000. En 2020, Météo-France publie une typologie des climats de la France métropolitaine dans laquelle la commune est exposée à un climat océanique et est dans la région climatique  Bretagne orientale et méridionale, Pays nantais, Vendée, caractérisée par une faible pluviométrie en été et une bonne insolation. 
Pour la période 1971-2000, la température annuelle moyenne est de 10,4 °C, avec une amplitude thermique annuelle de 13,5 °C. Le cumul annuel moyen de précipitations est de 967 mm, avec 14,2 jours de précipitations en janvier et 8,4 jours en juillet. Pour la période 1991-2020, la température moyenne annuelle observée sur la station météorologique de Météo-France la plus proche, « Saint-Mars/la-Futa », sur la commune de Saint-Mars-sur-la-Futaie à 4 km à vol d'oiseau, est de 11,3 °C et le cumul annuel moyen de précipitations est de 929,3 mm,. Pour l'avenir, les paramètres climatiques de la commune estimés pour 2050 selon différents scénarios d'émission de gaz à effet de serre sont consultables sur un site dédié publié par Météo-France en novembre 2022.

## Urbanisme

### Typologie
Au 1er janvier 2024, La Dorée est catégorisée commune rurale à habitat très dispersé, selon la nouvelle grille communale de densité à sept niveaux définie par l'Insee en 2022.
Elle est située hors unité urbaine et hors attraction des villes,.

### Occupation des sols
L'occupation des sols de la commune, telle qu'elle ressort de la base de données européenne d’occupation biophysique des sols Corine Land Cover (CLC), est marquée par l'importance des territoires agricoles (96,8 % en 2018), une proportion identique à celle de 1990 (96,8 %). La répartition détaillée en 2018 est la suivante : 
zones agricoles hétérogènes (53,5 %), prairies (37,1 %), terres arables (6,2 %), forêts (1,6 %), zones urbanisées (1,5 %). L'évolution de l’occupation des sols de la commune et de ses infrastructures peut être observée sur les différentes représentations cartographiques du territoire : la carte de Cassini (XVIIIe siècle), la carte d'état-major (1820-1866) et les cartes ou photos aériennes de l'IGN pour la période actuelle (1950 à aujourd'hui).

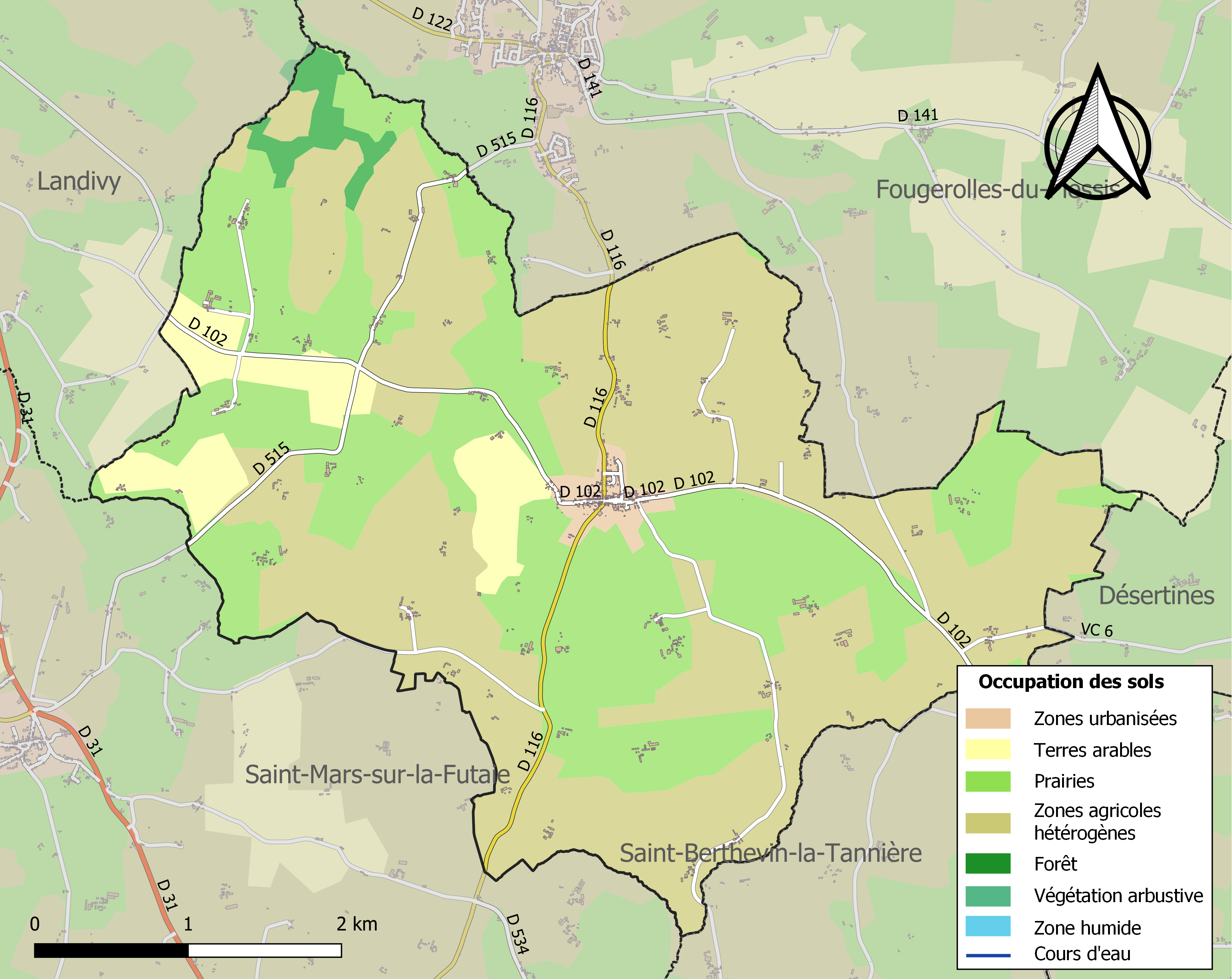
Carte des infrastructures et de l'occupation des sols de la commune en 2018 (CLC).

## Population et société

### Démographie
L'évolution du nombre d'habitants est connue à travers les recensements de la population effectués dans la commune depuis 1793. Pour les communes de moins de 10 000 habitants, une enquête de recensement portant sur toute la population est réalisée tous les cinq ans, les populations de référence des années intermédiaires étant quant à elles estimées par interpolation ou extrapolation. Pour la commune, le premier recensement exhaustif entrant dans le cadre du nouveau dispositif a été réalisé en 2006.
En 2022, la commune comptait 288 habitants, en évolution de +1,05 % par rapport à 2016 (Mayenne : −0,73 %, France hors Mayotte : +2,11 %).
| 1793  | 1800 | 1806  | 1821 | 1831  | 1836 | 1841 | 1846  | 1851  |
| ----- | ---- | ----- | ---- | ----- | ---- | ---- | ----- | ----- |
| 1 017 | 921  | 1 012 | 907  | 1 024 | 999  | 942  | 1 038 | 1 038 |

| 1856  | 1861  | 1866 | 1872 | 1876 | 1881 | 1886 | 1891 | 1896 |
| ----- | ----- | ---- | ---- | ---- | ---- | ---- | ---- | ---- |
| 1 017 | 1 044 | 991  | 947  | 934  | 962  | 921  | 916  | 893  |

| 1901 | 1906 | 1911 | 1921 | 1926 | 1931 | 1936 | 1946 | 1954 |
| ---- | ---- | ---- | ---- | ---- | ---- | ---- | ---- | ---- |
| 877  | 834  | 839  | 752  | 741  | 737  | 750  | 694  | 647  |

| 1962 | 1968 | 1975 | 1982 | 1990 | 1999 | 2006 | 2011 | 2016 |
| ---- | ---- | ---- | ---- | ---- | ---- | ---- | ---- | ---- |
| 627  | 585  | 540  | 502  | 415  | 396  | 329  | 311  | 285  |

| 2021 | 2022 | - | - | - | - | - | - | - |
| ---- | ---- | - | - | - | - | - | - | - |
| 283  | 288  | - | - | - | - | - | - | - |

## Activité et manifestations

### Sports
L'Association sportive de La Dorée fait évoluer deux équipes de football en divisions de district. Aux couleurs vert et blanc, elles reçoivent au stade municipal Raymond-Coupeau. En 2025 , le club signe un triplé historique avec un titre de champion de D3 sur herbe, un titre de D3  et la coupe critérium en futsal.

## Culture locale et patrimoine

### Lieux et monuments
- L'église paroissiale Notre-Dame-de-l'Assomption.
- Le manoir du Gué.
- Le calvaire de la place de la Mairie, œuvre de Louis-Henri Nicot.
- L'ancien prieuré de l'Abbayette.

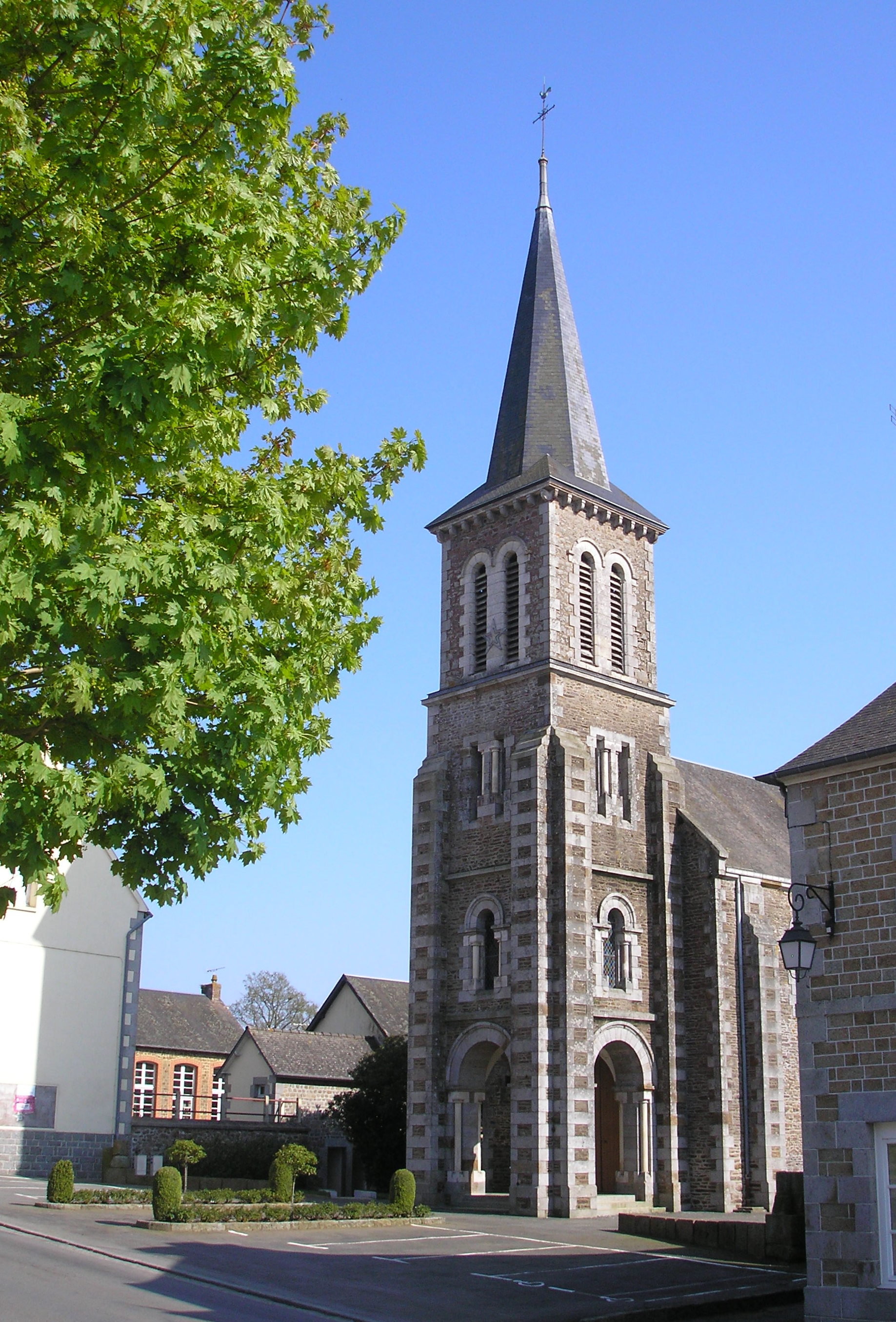
L'église paroissiale Notre-Dame-de-l'Assomption.
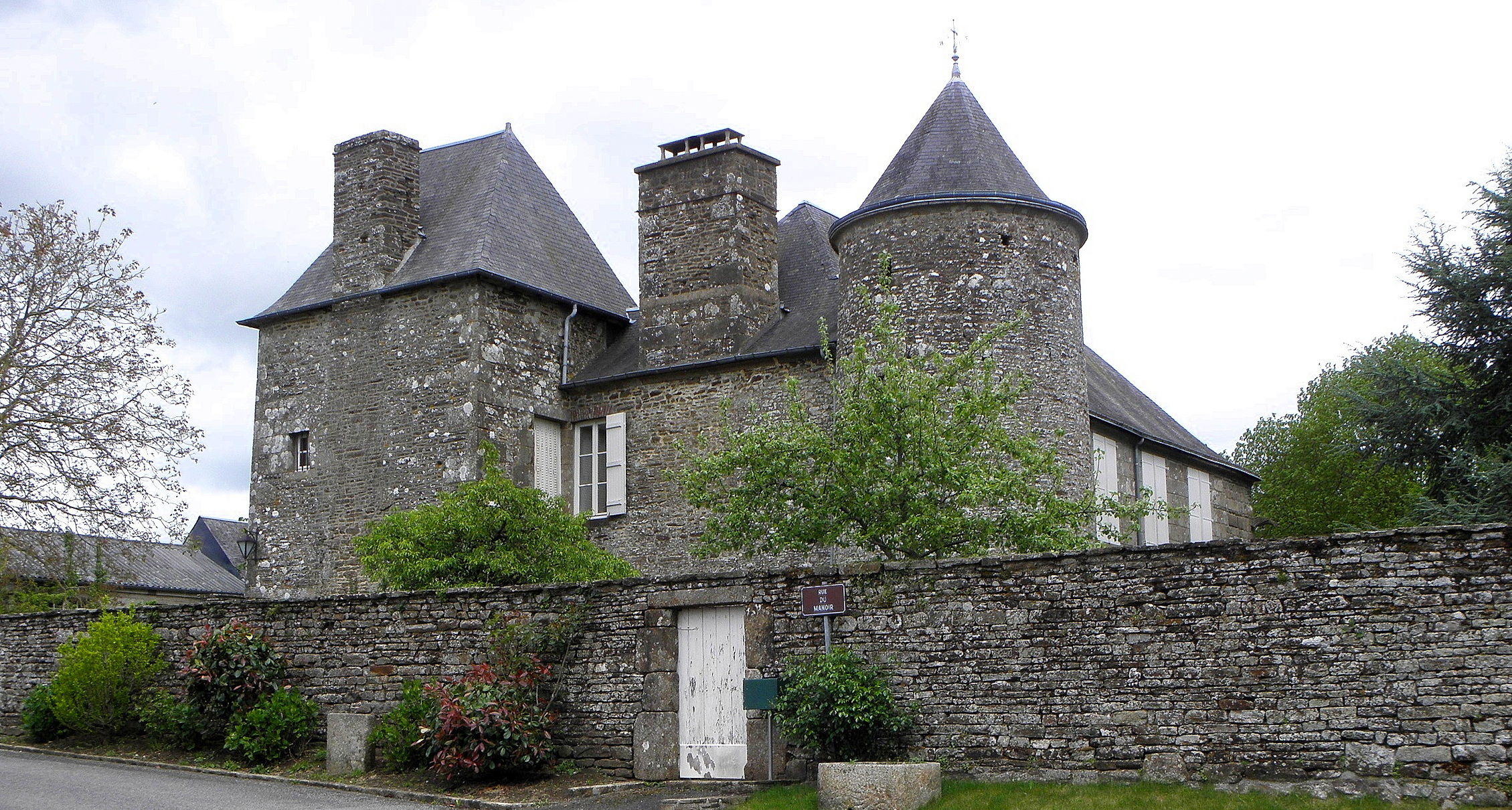
Le manoir du Gué.
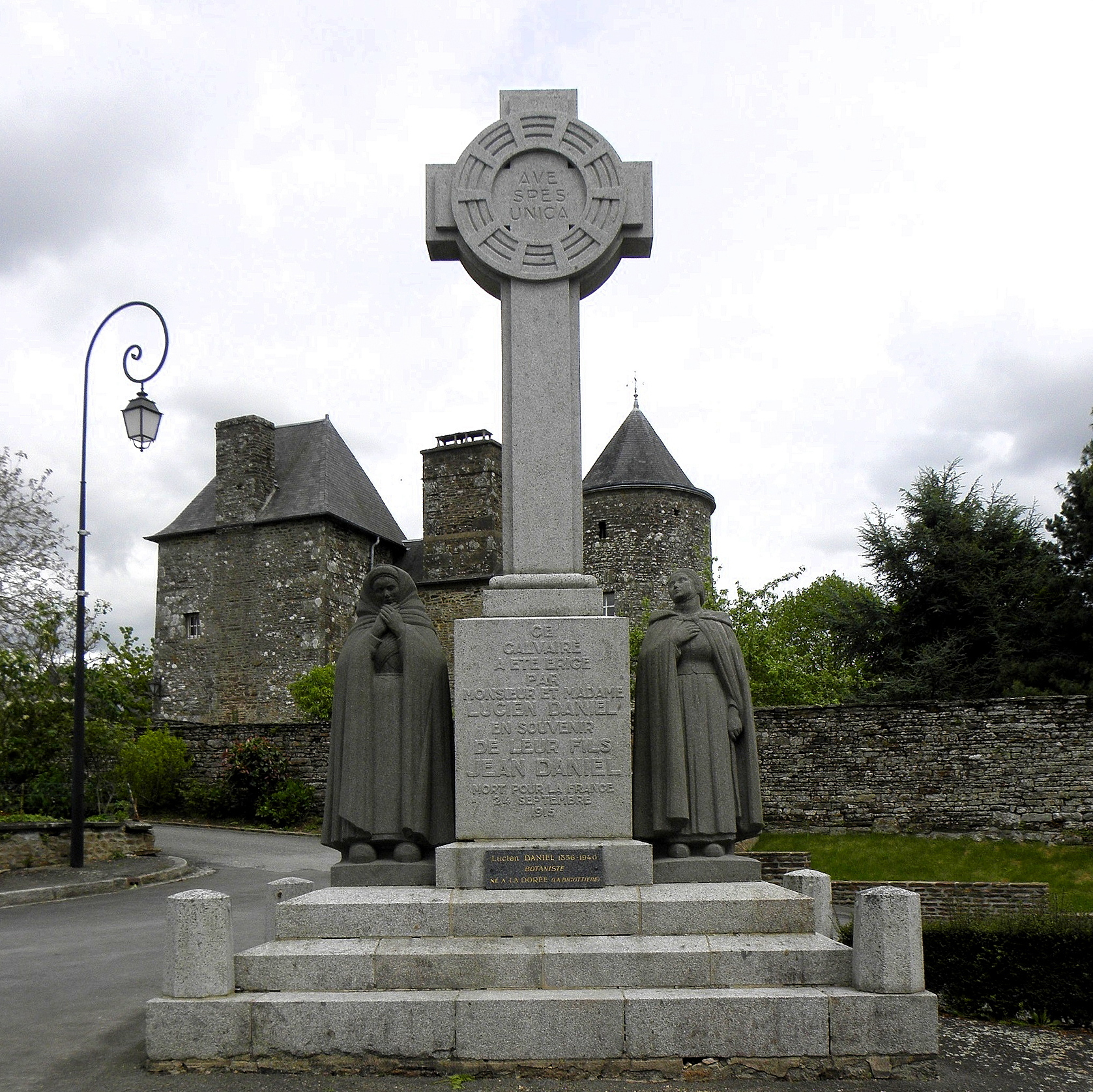
Le calvaire, place de la Mairie.

### Personnalités liées à la commune
- Lucien Daniel (1856 à La Dorée-1940), botaniste français.

### Héraldique
| Blason de La Dorée | Blason  | D’or, à un lion de gueules, adextré d’une coquille versée de sable ; au chef d’argent, chargé d’une croix de gueules, et une rose d’azur, brochant sur le tout. |
| Blason de La Dorée | Détails | L’or et le lion sont la reprise partielle du blason du seigneur de Goué qui avait La Dorée comme fief. La reprise intégrale du blason d’une famille étant interdite pour une commune il suffit d’en emprunter un ou plusieurs éléments. L’or permet également de rappeler directement le nom du village. La coquille rappelle une partie du blason du Mont Saint Michel, l’abbaye ayant fondé le prieuré de l’Abbayette sur le territoire communal. La remarque concernant la reprise des armes de tiers est valable ici aussi. Ici elle est inversée par rapport à l’original pour représenter la destruction par le feu de l’église et donc le chamboulement que cela a représenté. La rose indique que le village est sous le patronage de Notre Dame, et la croix rouge sur fond blanc représente l’ancienne chapelle de saint Georges qui a été le centre paroissial en attendant la reconstruction de l’église effondrée. Les ornements sont deux deux gerbes de blé d’or, mises en sautoir par la pointe et liées de gueules afin d’honorer l’activité agricole. Le listel d'argent porte le nom de la commune en lettres majuscules de sable. La couronne de tours dit que l’écu est celui d’une commune ; elle n’a rien à voir avec des fortifications. Le statut officiel du blason reste à déterminer. |